# كأس الاتحاد الكويتي لكرة الصالات
انطلقت بطولة كأس الاتحاد الكويتي لكرة الصالات في عام 2009 حيث فاز نادي الفحيحيل على نادي السالمية ليتوج باللقب الأول إلى جانب فوز نادي اليرموك بالدوري الكويتي لكرة الصالات.

## الأبطال
- 2009–10 : الفحيحيل
- 2010–11 : القادسية
- 2011–12 : القادسية
- 2012–13 : العربي
- 2013–14 : القادسية
- 2014–15 : القادسية 3–2 العربي
- 2015–16 : القادسية 5–2 العربي
- 2016–17 : كاظمة 2–1 الكويت
- 2017–18 : الكويت 2–1 كاظمة
- 2018–19 : القادسية 5–3 السالمية
- 2019–20 : تم إلغاؤه بسبب جائحة كوفيد-19
- 2020–21 : القادسية 7–3 السالمية
- 2021-22 : الكويت 5–4 العربي
- 2022-23 :
- 2023-24 : العربي 3-1 الكويت.[1]
- 2024-25 : الكويت.[2]